# Bioabfall

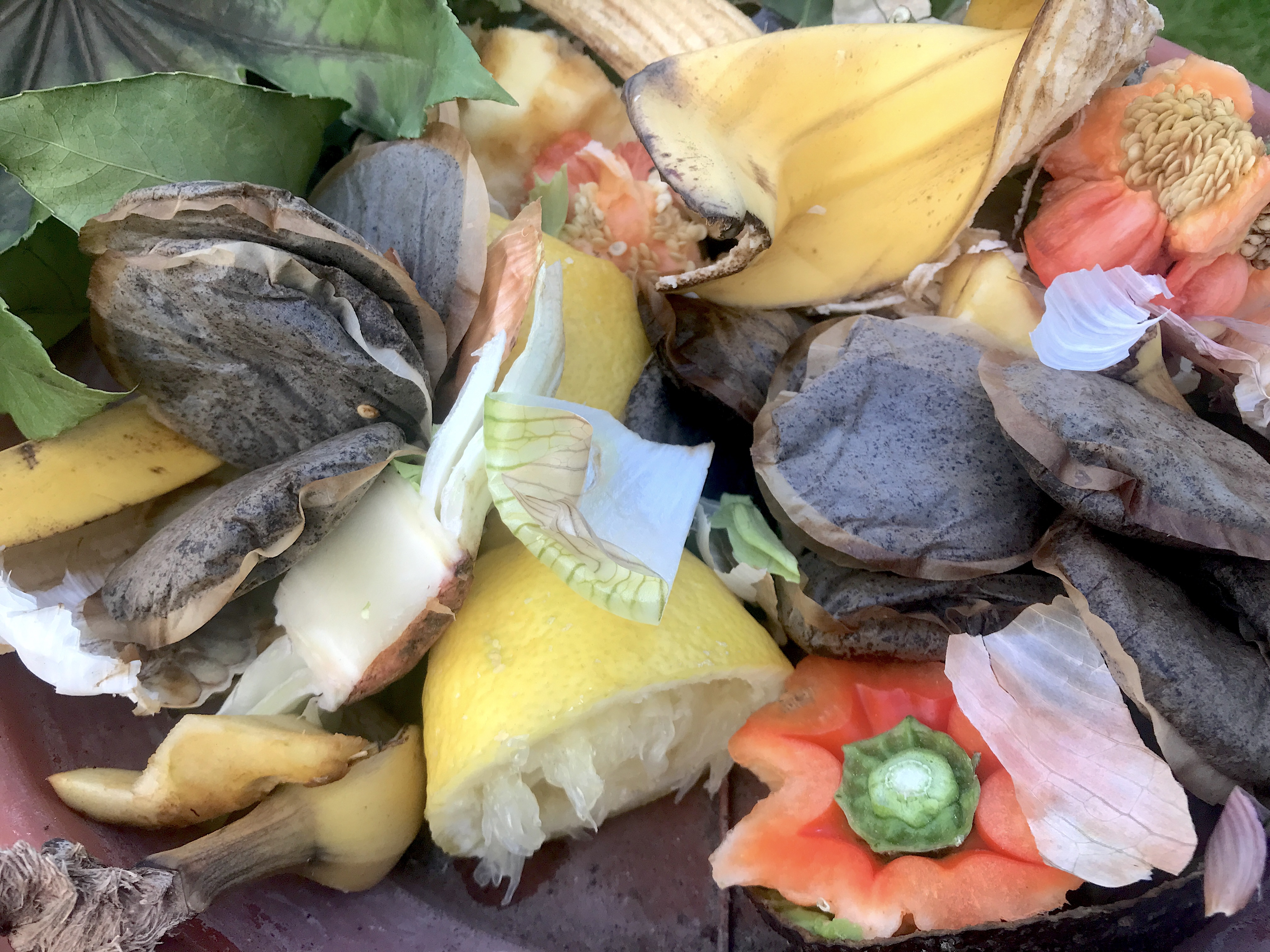
Gemischter Bioabfall: Küchenabfälle und gebrauchte Kaffeepads

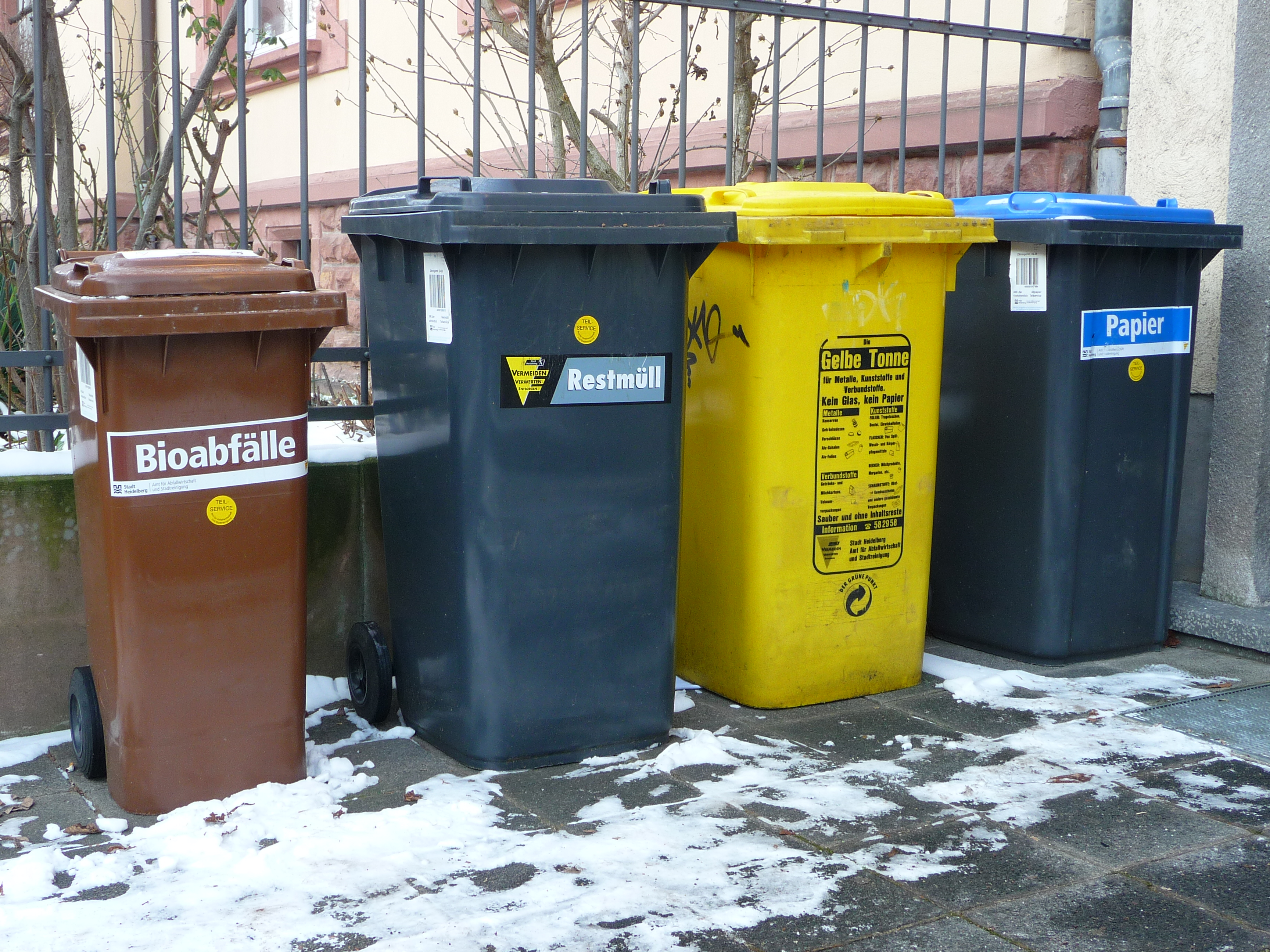
Bioabfalltonne (erste von links) in Heidelberg

Bioabfall ist der organische Abfall tierischer oder pflanzlicher Herkunft, der in einem Haushalt oder Betrieb anfällt und durch Mikroorganismen, bodenlebende Lebewesen oder Enzyme abgebaut werden kann. Dazu zählen zum Beispiel Essenreste und Rasenschnitt. Bioabfälle werden in der Regel über die sogenannte Biotonne separat erfasst und gesondert durch Kompostierung und Gärung behandelt. Der dabei entstehende Kompost und das Gärgut werden der Umwelt häufig wieder zugeführt, unter anderem im Gartenbau und in der Landwirtschaft.
Bioabfall umfasst gemäß der Begriffsbestimmung der EU-Abfallrahmenrichtlinie Garten- und Parkabfälle, Abfälle aus der Landschaftspflege sowie Nahrungs- und Küchenabfälle (aus Haushalten, Gaststätten, Cateringgewerbe, Einzelhandel und Verarbeitungen im Nahrungsmittelgewerbe). Abfälle aus Land- und Forstwirtschaft fallen nicht darunter. Bioabfall ist nicht mit dem weit gefassten Begriff „biologisch abbaubare Abfälle“ zu verwechseln, der auch andere biologisch abbaubare Stoffe wie Holz, Papier, Pappe und Klärschlamm einschließt.
In der Europäischen Union fallen jährlich zwischen 118 und 138 Mio. t Bioabfall an, von denen rund 88 Mio. t aus Siedlungsabfällen stammen. Bis 2020 wird das Aufkommen voraussichtlich um 10 % ansteigen.

## Situation in Deutschland

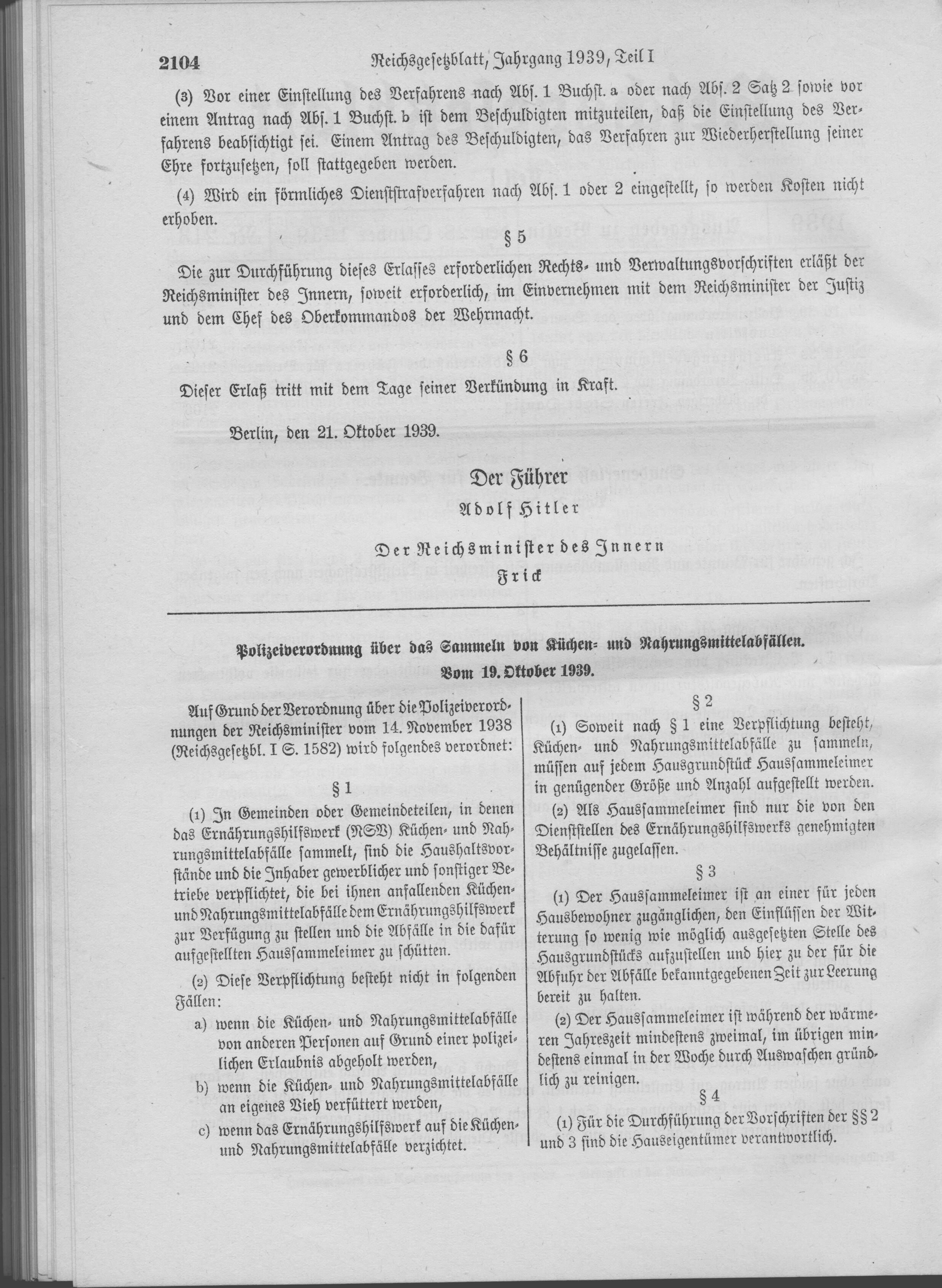
Polizeiverordnung über das Sammeln von Küchen- und Nahrungsmittelabfällen vom 19. Oktober 1939

Von 1990 bis 2004 hat sich die Erfassung von Bioabfällen in Deutschland auf 10 Mio. Tonnen/Jahr verzehnfacht. Die Erfassung ist seither innerhalb üblicher Schwankungen konstant.
Allerdings enthält der Restmüll nach wie vor 48 % biogene Abfälle, welche von den Bürgern nicht der Biotonne oder der Eigenkompostierung zugeführt wurden. Diese Abfälle werden seit 2005 in der Müllverbrennung thermisch entsorgt. Dort senken die nassen Bioabfälle den durchschnittlichen Brennwert des Mülls. Entgegen der landläufigen Meinung ist dieser Effekt bei den Betreibern erwünscht, weil so die Feuerungsroste geschont und die Ersatzintervalle verlängert werden können. Der sehr hohe Anteil an Kunststoffen im Restmüll (Verpackungen etc.) führte zu einer unerwünschten Steigerung des Brennwerts, so dass eine „Kühlung“ des zu verbrennenden Materials willkommen ist. Die Ersparnis an Instandhaltungskosten übersteigt den Verlust an Brennwert bei weitem. Neuere Müllverbrennungsanlagen sind allerdings schon oft für höhere Brennwerte ausgelegt.
Im Jahr 2020 wurden in Deutschland 13,65 Millionen Tonnen Bioabfall behandelt.

### Bioabfallverordnung
Das bei der Behandlung von Bioabfällen entstandene Gärgut und der Kompost müssen spezielle hygienische Anforderungen erfüllen, welche für Deutschland seit dem 21. September 1998 in der Bioabfallverordnung geregelt sind. 
In der Bioabfallverordnung wird der Begriff für Bioabfall definiert. Zu Bioabfällen gehören Abfälle tierischer oder pflanzlicher Herkunft zur Verwertung, die durch Mikroorganismen, bodenbürtige Lebewesen oder Enzyme abgebaut werden können. Diese werden dann im Anhang Nr. 1 der Bioabfallverordnung näher konkretisiert. Hingegen nicht zu den Bioabfällen gehören Bodenmaterialien ohne wesentliche Anteile an Bioabfällen sowie Pflanzenreste, die auf forst- oder landwirtschaftlich genutzten Flächen anfallen und auf diesen Flächen verbleiben.
Des Weiteren unterscheidet die Bioabfallverordnung behandelte und unbehandelte Bioabfälle sowie Gemische hieraus. Bioabfälle gelten als behandelt, wenn sie entweder einer aeroben (Kompostierung), anaeroben (Vergärung), einer anderweitigen hygienisierenden Behandlung oder einer bestimmten Vermischung (Gemisch) unterzogen wurden. Ein Gemisch liegt vor, wenn z. B. Bioabfälle mit bestimmten Wirtschaftsdüngern, Bodenmaterialien oder Torf vermischt werden.
Beim Kompostieren entstehen unvermeidlich anaerobe Zonen, in denen es zur Bildung von Treibhausgasen kommt, hauptsächlich Methan. Komposthaufen, Dreiecksmieten und andere Formen der Kompostierung sind ein ernst zu nehmender Faktor bei der weltweiten Produktion von Treibhausgasen.
| Material                            | Biogasertrag in m3 pro Tonne Frischmasse | Methan- gehalt |
| ----------------------------------- | ---------------------------------------- | -------------- |
| Maissilage                          | 202                                      | 52 %           |
| Grassilage                          | 172                                      | 54 %           |
| Roggen-GPS                          | 163                                      | 52 %           |
| Zuckerrüben- Pressschnitzel siliert | 125                                      | 52 %           |
| Futterrübe                          | 111                                      | 51 %           |
| Bioabfall                           | 100                                      | 61 %           |
| Hühnermist                          | 80                                       | 60 %           |
| Schweinemist                        | 60                                       | 60 %           |
| Rindermist                          | 45                                       | 60 %           |
| Getreideschlempe                    | 40                                       | 61 %           |
| Schweinegülle                       | 28                                       | 65 %           |
| Rindergülle                         | 25                                       | 60 %           |

## Verwertung und Nutzung
Da Bioabfall Biomasse ist, kommt auch dessen großtechnische energetische Verwertung in Betracht. Nassgut wie auch Schlachtabfall kann in Biogasanlagen eingesetzt werden, Trockengut zur direkten Verfeuerung oder zur verfahrenstechnischen Verwertung z. B. zu BtL-Kraftstoff.
Ein besonders in den USA seit Jahrzehnten gängiges Verfahren ist die Zerkleinerung des häuslichen Bioabfalls gleich in der Küche. Dort wird der Bioabfall mit einem Küchenabfallzerkleinerer in kleine Partikel zermahlen, mit dem Abwasser fortgeschwemmt und so der Abwasserbehandlung zugeführt. In der Kläranlage entsteht daraus Material zur Gewinnung von Biogas (Klärgas).
Dagegen hat das Europäische Parlament am 13. Februar 2007 in 1. Lesung über die Novellierung der Abfallrahmenrichtlinie gefordert, dass Bioabfälle vorrangig stofflich zu verwerten sind. Drei Jahre nach Inkrafttreten der Richtlinie sollen die Mitgliedstaaten eigene Systeme für die getrennte Sammlung von Bioabfällen sowie Qualitätssicherungssysteme aufbauen.

Pig Food (dt. Schweinefutter), Sammelaktion in England (1943)
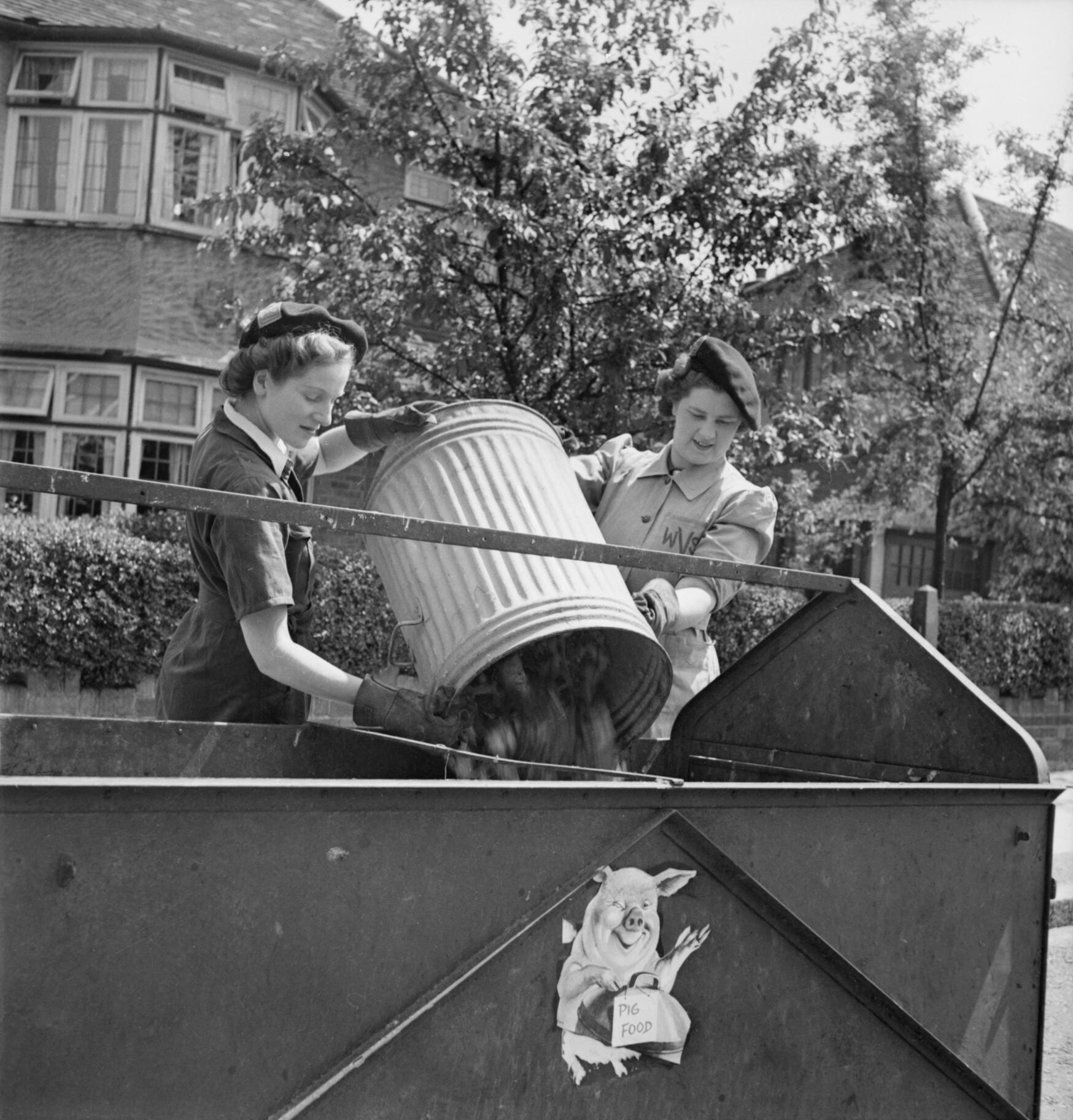
Sammeln der Bioabfälle
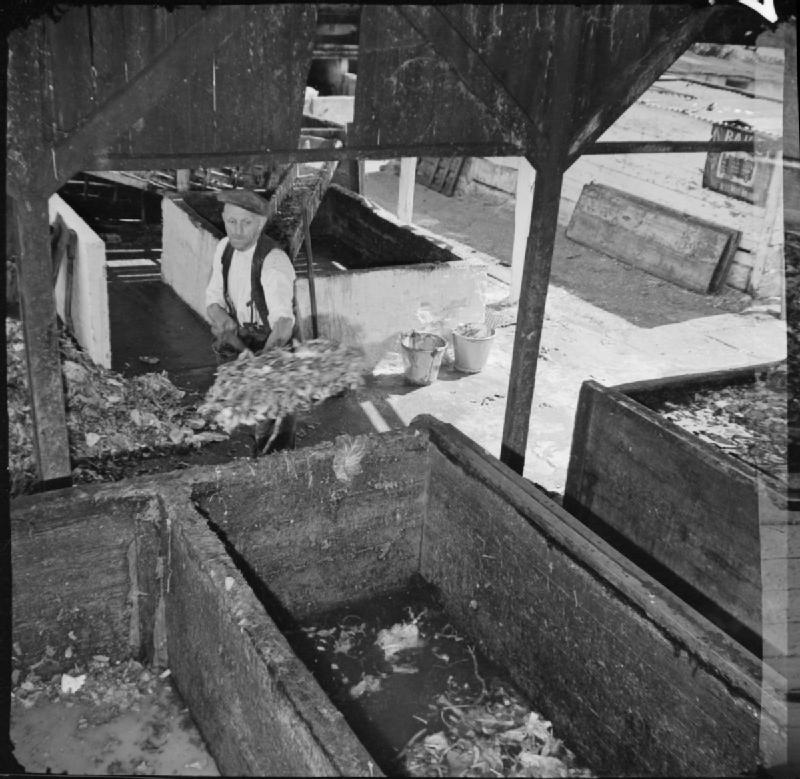
Auskochen der Bioabfälle
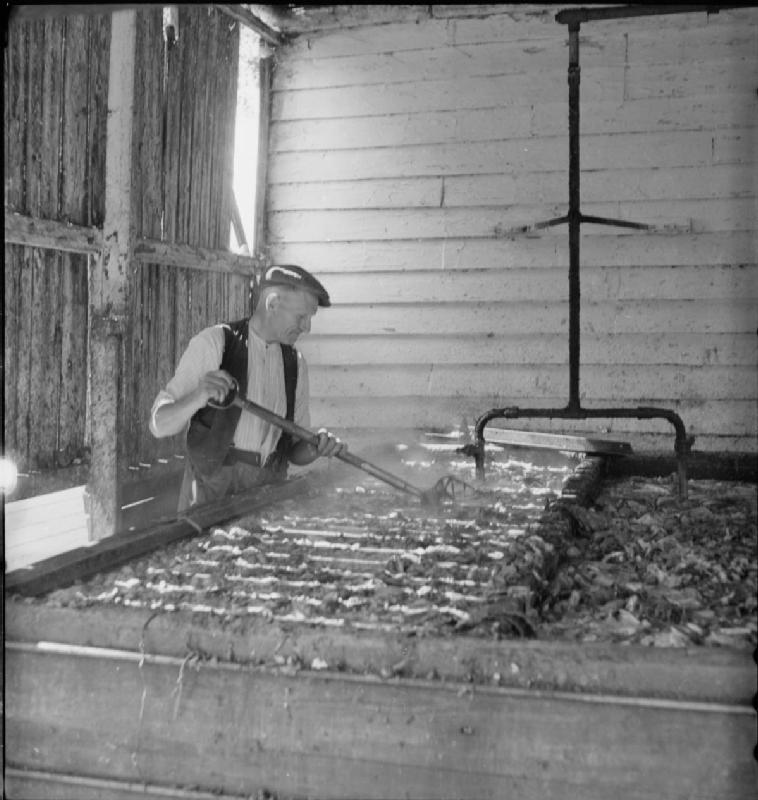
Aussortieren fester Bestandteile (z. B. Knochen)